# Haliplus variegatus
Haliplus variegatus es una especie de escarabajo acuático del género Haliplus, familia Haliplidae. Fue descrita científicamente por Sturm en 1834.
Esta especie habita en Gran Bretaña e Irlanda del Norte, Países Bajos, Suecia, Dinamarca, Francia, Estonia, Alemania, Noruega, España, Irlanda, Polonia, Finlandia, Grecia, Austria, Bélgica, Italia, Canadá, Uzbekistán y los Estados Unidos de América.